# Obernberg am Brenner
Obernberg am Brenner è un comune austriaco di 354 abitanti nel distretto di Innsbruck-Land, in Tirolo.

## Geografia fisica

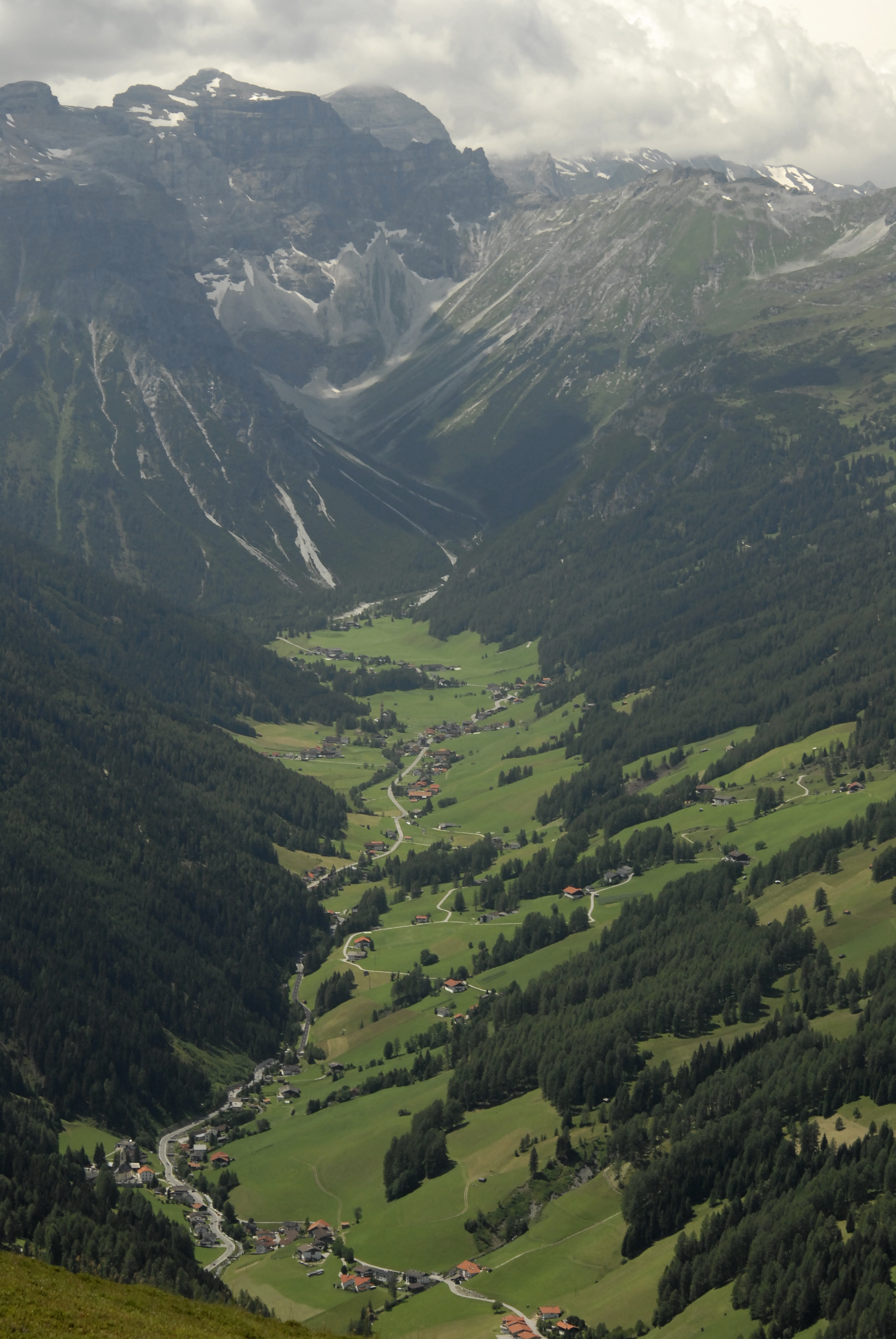
L'Obernbergtal

Obernberg am Brenner è situata nell'omonima valle, che si diparte dal versante occidentale della Wipptal a Gries am Brenner, e ha termine con il massiccio del Monte del Ferro e il gruppo del Tribulaun. La valle è percorsa dai torrenti Seebach, che ha origine dal lago Obernberger See, e Hinterennsbach. Il territorio boscoso era usato come riserva di caccia dall'Imperatore Massimiliano I d'Asburgo mentre il lago di Obernberger era luogo di pesca.

## Storia
La valle di Obernberg pare fosse già abitata nell'Età del bronzo e utilizzata come pascolo; i Romani vi giunsero nel 15 a.C. Furono poi aperte miniere per l'estrazione di oro, argento, rame e piombo che rimasero attive sino al XVI secolo; queste furono di proprietà dei vescovi di Bressanone fino al 1490, quando passarono al Principato del Tirolo. In un documento del 1238 apparve il toponimo “Padreins”, mentre  “Obernberg” viene citato per la prima volta nel 1300 circa; fino ad allora veniva chiamata “Vinaders”. Anche le vicine località della Wipptal, come Sankt Leonhard, Sankt Jodok e Gries am Brenner, trassero sviluppo dalle attività minerarie di Obernberg, poiché sul loro territorio si trovavano delle fonderie e dei magazzini di deposito.  Nel 1560 circa, con l'avvento delle importazioni dei metalli preziosi dal Nuovo Mondo, le miniere e i depositi della valle di Obernberg vennero chiusi.

### Stemma
Lo stemma di Obernberg è costituito da uno scudo con sfondo rosso e da tre birilli color oro. Secondo la leggenda i minatori della zona sarebbero stati talmente ricchi da poter giocare con i birilli d'oro.

## Monumenti e luoghi d'interesse
- Chiesa di San Nicola (Sankt Nikolaus Kirche). In un documento del 1339 si fa menzione di una cappella, in stile romanico, dedicata a san Nicola e costruita dai minatori. Nel XV secolo la cappella, a causa dell'aumento della popolazione, fu ampliata ed il coro costruito in stile gotico. Nel 1758 la cappella, che fino ad allora dipendeva da Matrei am Brenner, ebbe un proprio curato e sullo stesso luogo fu costruita, sotto la direzione di Franz de Paula Penz, una chiesa in stile barocco che nel 1891 fu costituita in parrocchia[1][2].